# وضاح صادق
وضاح صادق (من مواليد 28 سبتمبر 1968 في لبنان) هو سياسي من أصول فلسطينية حاصل على الجنسية اللبنانية بمرسوم تجنيس صادر في عام ١٩٩٤، يشغل منصب عضو برلمان في برلمان لبنان ممثلاً عن دائرة بيروت الثانية. وهو أيضًا عضو في مجلس إدارة الشركة الاتصالات.

## النشأة والتعليم
وضاح صادق من مواليد يوم 28 سبتمبر 1968، التحق بالجامعة اللبنانية الأميركية حيث درس إدارة الأعمال في عام 1989، وتخرج ونال شهادة البكالوريوس في إدارة الأعمال في عام 1991.

## حياة مهنية
بعد إكمال تعليمه، ذهب إلى الإنتاج التلفزيوني وإدارة الأحداث؛ بين عامي 1990 و1993 شغل منصب رئيس قسم الرياضة في قناة الجديد. وفي عام 1995، أنتج بعض البرامج الرياضية الرئيسية على تلفزيون المستقبل، وMBC، حتى عام 2018. بعد فترة وجيزة من العمل مع قناة الجديد 2001، أسس شركة Allied Advertising، وهي وكالة اتصالات في لبنان وقطر والمملكة العربية السعودية. وهو مؤسس شركة Proteam Sports & Management، المسؤولة عن تنظيم مؤتمر وزراء الرياضة والشباب العرب في عام 2013.

### في السياسة
كان يعمل لدى تلفزيون الجديد و تلفزيون المستقبل و اصبح مقربا من رئيس الوزراء رفيق الحريري الذي منحه الجنسية اللبنانية عام 1995 بواسطة مرسوم جمهوري .
خلال ثورة أكتوبر 2019 في لبنان، أسس " الخط الأحمر "، وهي جماعة سياسية تقدمية ظهرت في ذلك الوقت، كما شارك في قيادة جبهة المعارضة اللبنانية. أثناء الانتخابات العامة اللبنانية 2022، تنافس على مقعد في البرلمان اللبناني كمرشح مستقل مملاً عن دائرة بيروت 2 وانتخب بأغلبية 3760 صوتًا كجزء من كتلة 17 أكتوبر الإصلاحية المكونة من 13 عضوًا.
واجهت الكتلة المشكلة حديثًا خلافات مستمرة مع بعضها البعض، مثل التصويت على رئاسة الوزراء والرئاسة، والفشل في إيجاد أرضية مشتركة مع الكتل البرلمانية الأخرى، والفشل في الاتحاد مع المعارضة البرلمانية، وأدى ذلك إلى انسحاب وضاح صادق وميشال الدويهي، بسبب التوترات السياسية.

حادثة ملعب الصفاء 
سنة 1990  خلال مباراة لكرة القدم على ملعب الصفاء في بيروت افتعل اشكال في مدرجات الملعب وادى الى قيام عناصر من الجيش السوري الذي كان يتولى الامن بالملعب بالاعتداء عليه بالضرب المبرح وحجزه في غرفة داخل الملعب حتى نهاية المباراة 